# بخش فرانکلین (شهرستان ریچلند، اوهایو)
بخش فرانکلین (به انگلیسی: Franklin Township) یک منطقهٔ مسکونی در ایالات متحده آمریکا است که در شهرستان ریچلند، اوهایو واقع شده‌است.
 بخش فرانکلین ۵۴٫۹ کیلومتر مربع مساحت و ۱٬۷۷۲ نفر جمعیت دارد و ۳۵۶ متر بالاتر از سطح دریا واقع شده‌است.